# DKW KM 175
Die DKW KM 175 und KM 200 sind Motorradmodelle, die die Zschopauer Motorenwerke J. S. Rasmussen, ab Mitte 1932 Auto Union AG, von 1930 bis 1936 baute.

## Technik
Die KM 175 war neben dem Volksrad ES 200 und der ZiS/Z 200 ein weiteres Modell im unteren Preissegment des Herstellers. Das Motorrad hat einen geschlossenen Rohrrahmen und als Antrieb einen Motor mit Querstromspülung und Zweigang-Getriebe. Die Modelle waren serienmäßig mit 35-Watt-Beleuchtungsanlage, Gepäckträger, Werkzeugkasten unterhalb des Sattels sowie Luftpumpe ausgestattet. Die Produktion wurde Ende 1933 zugunsten der KM 200 eingestellt.
Die ab 1934 produzierte KM 200 hat eine Pressstahlprofilrahmen und wurde mit dem, im Hubraum vergrößerten, Antrieb der Block 175 ausgerüstet. Neben der Standardausführung wurde das Modell auch in einer Luxusvariante angeboten. Diese enthielt eine Batteriezündung statt der Schwungrad-Magnetzündung, eine 50-Watt-Beleuchtungsanlage, ein elektrisches Horn, Stoß- und Lenkungsdämpfer sowie einen verchromten Tank.
Anfang des Jahres 1936 wurde die KM 200 überarbeitet: Alle Modelle erhielten eine Batteriezündung, der Zylinder hatte nun zwei Auslässe und zwei Auspuffrohre. Zudem gab es Änderungen bei den Anbauteilen.
|                       | KM 175                                                    | KM 200 und KM 200 L (a)                                                                |
| --------------------- | --------------------------------------------------------- | -------------------------------------------------------------------------------------- |
| Baujahre              | 1930–1933                                                 | 1934–1936                                                                              |
| Motor                 | fahrtwindgekühlter Einzylinder-Zweitaktmotor, Kickstarter | fahrtwindgekühlter Einzylinder-Zweitaktmotor, Kickstarter                              |
| Steuerung             | Schlitzsteuerung                                          | Schlitzsteuerung                                                                       |
| Ladungswechsel        | Querstromspülung                                          | Umkehrspülung                                                                          |
| Bohrung × Hub         | 59 × 64 mm                                                | 63 × 64 mm                                                                             |
| Hubraum               | 172 cm³                                                   | 198 cm³                                                                                |
| Nennleistung          | 4 PS (2,9 kW)                                             | 6 PS (4,4 kW) ab 1936: 7 PS (5,1 kW)                                                   |
| Vergaser              | Framo-B                                                   | Graetzin                                                                               |
| Schmierung            | Zweitaktgemisch 1 : 12                                    | Zweitaktgemisch 1 : 20                                                                 |
| Getriebe              | 2-Gang-Getriebe                                           | 3-Gang-Getriebe                                                                        |
| Endantrieb            | Kette                                                     | Kette                                                                                  |
| Rahmenbauart          | Rohrrahmen mit Unterzug                                   | Pressstahlrahmen                                                                       |
| Radstand              | 1220 mm                                                   | 1300 mm                                                                                |
| Radaufhängung vorn    | Parallelogrammgabel mit Schraubenfeder,                   | Parallelogrammgabel mit Schraubenfeder, Stoß- und Lenkungsdämpfer in der Luxusvariante |
| Radaufhängung hinten  | Starrrahmen                                               | Starrrahmen                                                                            |
| Bremsen               | Innenbackenbremsen vorn und hinten                        | Innenbackenbremsen vorn und hinten                                                     |
| Leergewicht           | 70 kg                                                     | 90 kg ab 1936: 98 kg                                                                   |
| Höchstgeschwindigkeit | 70 km/h                                                   | 85 km/h                                                                                |